# Ivan Bebek
Ivan Bebek (Rijeka, 30 de maio de 1977) é um árbitro de futebol croata. É considerado o melhor árbitro croata e o único de seu país que apitou dois jogos na fase de grupos da UEFA Champions League (Lazio–Werder Bremen durante a temporada 2007–08, e Bordeaux–CFR Cluj na temporada 2008–09).
Ele foi arbitro na Copa do Mundo sub 17 de 2007. Ele também era quarto árbitro oficial na UEFA Euro 2008. Foi pré-selecionado como um árbitro para a Copa do Mundo FIFA de 2010.